# Rafael Schauman
Viktor Rafael Schauman, född 19 september 1860 i Tövsala, död 26 december 1946 i Helsingfors, var en finländsk militär. 
Schauman tjänstgjorde 1882–1901 vid Åbo finska skarpskyttebataljon och var därefter bland annat anställd inom polisväsendet samt direktör för ett antal företag. Han blev 1915 sekreterare och ekonom i den militärkommitté som förberedde Finlands lösryckning från Ryssland och verkade 1918, från januari till maj som Gustaf Mannerheims förbindelseofficer vid skyddskårerna och regeringen i södra Finland; tog avsked 1919. Han hade tidigare detta år, då han uppnådde generallöjtnants grad, tjänstgjort som den nya Kadettskolans förste chef.